# Frazzanò
Frazzanò è un comune italiano di 538 abitanti della città metropolitana di Messina in Sicilia.
Dista circa 88 chilometri ad est da Messina e circa 140 chilometri a est da Palermo. Non lontano dall'abitato sono ancora attive alcune cave di marmo.

## Geografia fisica
L'abitato di Frazzanò, situato su un arcuato pendio, si trova nel cuore della Valle del Fitalia in una zona collinare.

## Origini del nome
Secondo la tradizione popolare, il toponimo "Frazzanò" deriverebbe dalla folta presenza nel territorio di alberi di faggio, la cui ghianda in siciliano è chiamata frazza. Una storiella popolare farebbe derivare il nome da un frazzanese che alla domanda di un forestiero che gli chiedeva: «Nel tuo paese cresce solo frazza, il cibo dei porci?» egli abbia risposto risentito «qui frazza no!», da cui il nome del paese.

## Storia
Le sue origini risalgono alla conquista normanna della Sicilia. I normanni costruirono il castello di Belmonte e iniziò lo sviluppò dell’abitato. Durante la dominazione aragonese, il borgo di Frazzanò continuo a svilupparsi presso il castello di Belmonte e fu un centro abitato dipendente di San Marco.

## Monumenti e luoghi d'interesse

### Abbazia di San Filippo di Fragalà

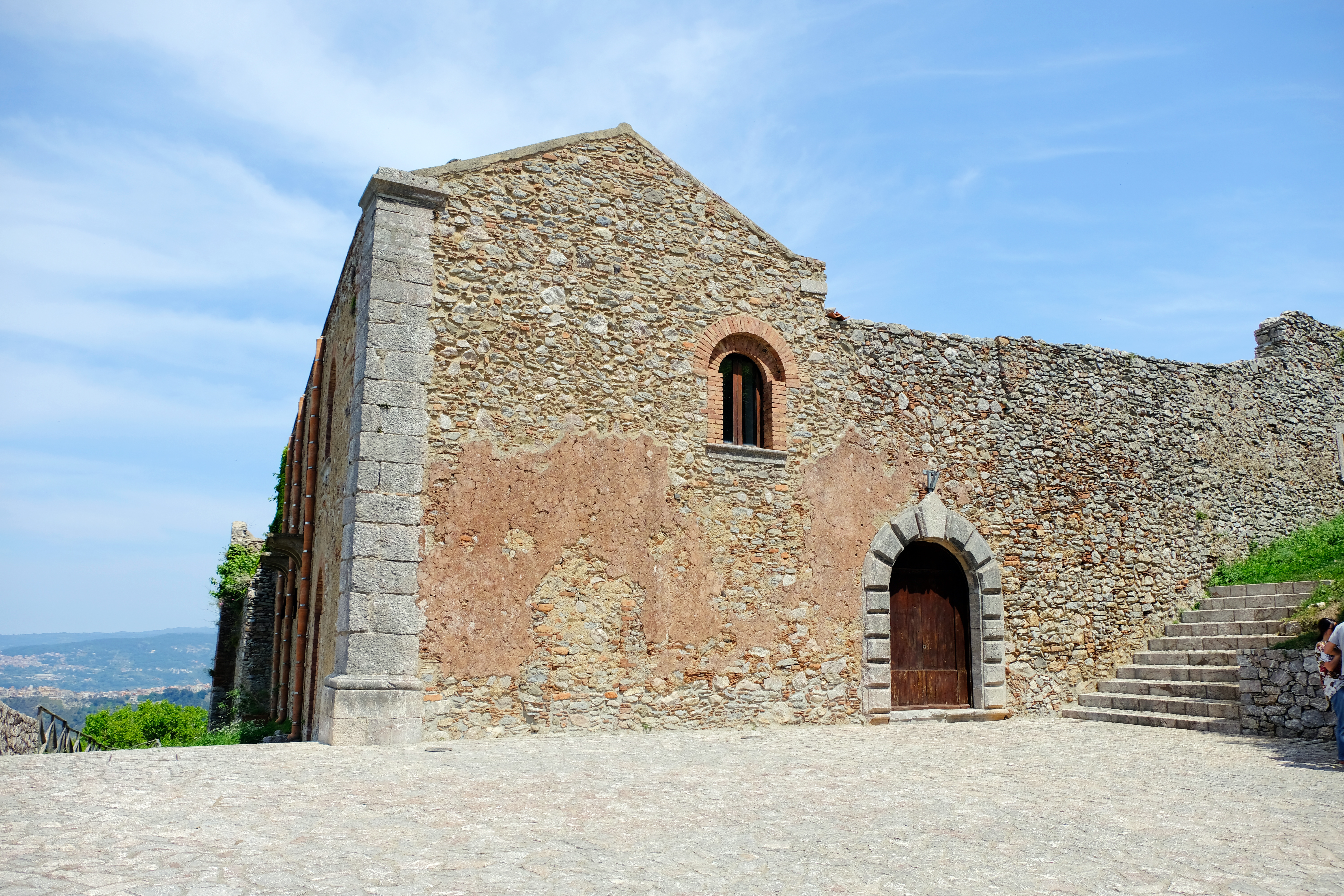
Abbazia di San Filippo di Fragalà.

A pochi chilometri dal centro abitato sorge l'antica abbazia di San Filippo di Fragalà, detto anche di Demenna o di Melitiro, dedicato a san Filippo di Agira, istituto cenobitico basiliano. La costruzione dell'abbazia fu opera dell'abate Gregorio nel 1090 grazie ai favori concessi dal conte Ruggero e dalla regina Adelasia. Da un portaletto manieristico si perviene ad un cortile quadrangolare. Al piano terra sono magazzini, stalle, cucine e laboratori. Sul lato orientale si trova la chiesa: dal portaletto datato 1614 si entra nella semplice aula, pavimentata con maioliche nasitane del XVI secolo, la pianta della chiesa è a croce commissa con una grossa abside centrale e due piccole absidi laterali che recano bellissimi cicli di affreschi del XII – XII secolo. Sul fianco sinistro un portaletto è decorato con elementi in cotto. Da una scala in pietra si sale al primo piano del convento. Nell'ala meridionale (in restauro) si trovano le celle, attraverso il terrazzo si passa ad un ampio e restaurato salone. Alcuni ambienti e il cortiletto sono utilizzati per mostre, attività teatrali e concertistiche.

### Chiesa Maria SS Annunziata
La chiesa madre dedicata all'Annunziata, che domina la piazza centrale, costruita sopra un preesistente edificio dedicato a Maria SS., vanta antiche origini medievali che risalgono al periodo normanno. Secondo un'antica tradizione fu edificata, nel 1117, per volere della regina Adelasia del Vasto, madre di Ruggero II, la quale costretta a lasciare Gerusalemme perché ripudiata dal re Baldovino I e scampata ad un pauroso naufragio che la costrinse a sbarcare sulla spiaggia del Capo Agatirsio, oggi Capo d'Orlando, fece costruire per voto questa chiesa dedicandola all'Annunziata.
La facciata, rivestita di marmo aluntino, ha tre portali, quello centrale più ampio è delimitato da due colonne tortili. 
L'interno, suddiviso in tre ampie navate da monumentali colonne, è caratterizzato dalla presenza d'eleganti cornici in stucco. Di particolare ammirazione è il maestoso altare maggiore, di stile barocco, opera del mirtese Filadelfio Allò. Alto otto metri e finemente scolpito in legno, fu rivestito dal palermitano Sciuga con sottilissime lamine d'oro zecchino, datato 1756. Sul medesimo è collocata la statua dell’Annunziata, opera di marmo di Vincenzo Gagini del 1585.

### Chiesa San Lorenzo
Nel luogo dove oggi sorge la chiesa, si trovava ai tempi dei Greci, la chiesa di San Nicolò di Bari, le cui campane secondo un'antica leggenda suonarono da sole a festa alla nascita del patrono san Lorenzo, avvenuta attorno al 1120. La chiesa, iniziata nel 1555 dopo il crollo di quella primitiva sita nel quartiere vecchio San Lorenzo, fu ampliata intorno al 1699. Per la costruzione del campanile, avvenuta nel 1623, fu impiegata la pietra del castello dei Saraceni di Belmonte. Il prospetto, portato a termine nel 1714, è di stile barocco con quattro colonne tortili, di marmo locale, poggiati su capitelli simili a quelli della chiesa madre. 
L'interno è suddiviso in tre navate. Nella navata centrale si può ammirare il maestoso altare maggiore che custodisce le venerate reliquie di san Lorenzo e la statua scolpita, nel monastero di Fragalà, dal palermitano Antonio Pellegrino. La custodia lignea dell'altare maggiore, decorata in oro zecchino e datata 1681, si erge per un'altezza di 6,65 m.

## Società

### Evoluzione demografica
Abitanti censiti

## Cultura

### Festa di San Lorenzo da Frazzanò
Molto sentita dai Frazzanesi è la festa del loro concittadino e patrono san Lorenzo da Frazzanò.
La festa, che si svolge ad agosto, ha un richiamo su tutta la valle del Fitalia, in quanto è un insieme affascinante di fede, tradizione e folklore. I festeggiamenti iniziano l'8 agosto, con San Calogero. 
Il 9 agosto, vigilia di San Lorenzo, la mattina vede festeggiamenti della Madonna Annunziata, mentre nel pomeriggio vi è la processione "Serra - Serra", che vede la partecipazione di migliaia di fedeli; il mezzobusto con dentro il teschio del santo viene portato in processione per la montagna che sovrasta Frazzanò, facendo sosta al Monastero di Fragalà. Il rientro in paese è di una emozione unica.
Ma la festa culmina il 10 agosto con la processione di San Lorenzo, dopo la "Scinnuta" del Santo che si ricongiunge con i suoi devoti. La sera la statua viene portata in processione verso la chiesetta di TuttiSanti da lui edificata. Dopo lo sparo dei giochi d'artificio, vi è il rientro in chiesa con San Lorenzo che ritorna nella sua custodia.
La festa si conclude con un concerto.

### Eventi

#### Frazzanò Folk Fest - Ethno World Music
Il Frazzanò Folk Fest – Ethno World Music – è un grande evento turistico/culturale organizzato dal Comune di Frazzanò.
Una grande manifestazione sulla cultura della musica, sul turismo e sull’arte dell’artigianato. Frazzanò Folk Fest vuole essere un festival di musica etnica popolare del Sud Italia, della Sicilia e del bacino del Mediterraneo, dove poter promuovere, valorizzare, conservare la tradizione della musica popolare. Il festival risulta essere di notevole importanza non solo sotto l'aspetto culturale, ma anche come mezzo per comunicare l'autenticità, la ricchezza e la varietà del Sud d’Italia e dell’intero bacino del Mediterraneo.
Il Frazzanò Folk Fest si svolge presso il convento di San Filippo di Fragalà, nella piazza e sulla via principale tipicamente nel mese di luglio.

## Amministrazione
Di seguito è presentata una tabella relativa alle amministrazioni che si sono succedute in questo comune.
| Periodo        | Periodo        | Primo cittadino     | Partito              | Carica  | Note   |
| -------------- | -------------- | ------------------- | -------------------- | ------- | ------ |
| 7 giugno 1985  | 11 aprile 1990 | Armando Rossitto    | Democrazia Cristiana | Sindaco | [ 10 ] |
| 22 maggio 1990 | 13 giugno 1994 | Antonino Ravì Pinto | Democrazia Cristiana | Sindaco | [ 10 ] |
| 18 giugno 1994 | 25 maggio 1998 | Antonino Lo Sardo   | lista civica         | Sindaco | [ 10 ] |
| 25 maggio 1998 | 27 maggio 2003 | Antonino Lo Sardo   | lista civica         | Sindaco | [ 10 ] |
| 27 maggio 2003 | 17 giugno 2008 | Antonino Carcione   | lista civica         | Sindaco | [ 10 ] |
| 17 giugno 2008 | 8 luglio 2013  | Antonino Carcione   | lista civica         | Sindaco | [ 10 ] |
| 10 giugno 2013 | in carica      | Gino Di Pane        |                      | Sindaco | [ 10 ] |

### Altre informazioni amministrative
Il comune di Frazzanò fa parte delle seguenti organizzazioni sovracomunali: regione agraria n.8 (Colline litoranee di Patti).